# Jackson Park Branch
La Jackson Park Branch (ou East 63rd Branch) est un tronçon du métro de Chicago au sud-est de la South Side Main Line exploité par la ligne verte.

## Historique
La Jackson Park Branch est l’extension de la South Side Main Line qui permit de desservir le site de l’exposition universelle de 1893 dans Jackson Park.
La ligne commence à la séparation de la South Side Main Line en deux après que la Englewood Branch a bifurqué à hauteur de 59th Street. Elle continue vers le sud et tourne vers l’est à hauteur de 63rd Street. Sa construction fut rapide, en huit mois de travaux, la ligne atteignait Madison Avenue à quelques rues de Jackson Park.
Le service fut inauguré le 12 mai 1893 avec quinze jours de retard sur le planning qui prévoyait une ouverture commune de l’exposition et du 'L'.
L'exposition s'est révélée être à la fois une bénédiction et un problème pour la South Side Rapid Transit. Le 'L' est immédiatement devenu le moyen populaire de transport pour se rendre à l'exposition  et le succès de foule dépassa toutes les prévisions. La société du même ajouter quelques trains express vers le centre-ville alors que l’infrastructure ne s’y prêtait pas.
À la fin de l’exposition  en octobre 1893, 116 000 passagers utilisait quotidiennement le 'L' mais en février 1894, cette moyenne n’était plus que de 40 000 passagers quotidiens entrainant la fermeture du terminus de Jackson Park en ramenant le service à la station Stony Island qui fut rebaptisée Jackson Park.
Ensuite  la ligne changea très peu jusqu’au  31 juillet 1949, date à laquelle la Chicago Transit Authority instaura une révision massive du réseau du 'L', les stations trop faiblement fréquentées (Pershing, Princeton et Parnell ) furent fermées tandis que la South Side Main Line et ses extensions, la Englewood Branch et la Jackson Park Branch sont connectées via le State Street Subway et à la Howard Branch.
Le 13 janvier 1973, la station Dorchester, trop peu fréquentée, est fermée.
Le 4 mars 1982, en raison des défauts structurels sur le pont de l'Illinois Central Railroad, le service sur la Jackson Park Branch est suspendu au sud de 61st Street.
Le 12 décembre 1982, le service est rétabli après des travaux d’un budget de 2 millions de dollars.
La ligne verte a été créée en 1993 lorsque la Jackson Park Branch a été connectée à la Lake Branch à l’ouest du Loop.
En 1994, la Jackson Park Branch fut comme le reste de la ligne fermée afin d’être rénovée. la station 61st Street est définitivement fermée.
Elle fut réinaugurée le 12 mai 1996 en restant ouverte en permanence, 7 jours sur 7 et 24 heures sur 24 avant que le 27 avril 1998, la Chicago Transit Authority ne supprime la desserte de nuit du tronçon.
Lors de la réouverture en 1996, la Jackson Park Branch est renommée East 63rd Branch et seules deux stations rouvrent, la structure au-delà de Cottage Grove n’ayant pu, faute de liquidités être rénovée également.
Le 27 septembre 1997, la Chicago Transit Authority prend la décision de démanteler le segment restant de Cottage Grove à Jackson Park trop onéreux à rénover.